# ベガス・ゴールデンナイツ
ベガス・ゴールデンナイツ（Vegas Golden Knights）はアメリカ合衆国ネバダ州パラダイスを本拠としているナショナルホッケーリーグ（NHL）所属のプロアイスホッケーチームである。

## 概要
北米主要スポーツリーグには、長らくラスベガス・クラーク郡を含むラスベガス都市圏をホームタウンとするチームがなかった。
1991年にNHLの屋外試合を契機に、徐々にNHLチーム誘致が本格化するが、頓挫していた。その後2014年8月、MGMリゾーツ社による新アリーナ建設をきっかけに、ビル・フォーリーがNHLチーム誘致を表明。2015年、ケベックシティと新チーム誘致との争いとなり、2016年6月、ラスベガスにNHLチームを新設すると発表した。同年11月にチーム名を発表。本拠地はT-モバイル・アリーナである。
1年目のシーズンはヘッドコーチに前季途中までフロリダ・パンサーズのヘッドコーチだったジェラルド・ギャラントを迎え、拡張ドラフトでピッツバーグ・ペンギンズからマーク＝アンドレ・フルーリーを、ナッシュビル・プレデターズからジェームス・ニールをそれぞれ獲得した。
10月6日の開幕戦でダラス・スターズを2-1で破り白星スタート。10月10日に行われたホーム開幕戦では1日に起こった銃乱射事件の追悼セレモニーが行われ、58人の犠牲者を悼み58秒の黙祷が捧げられた。その試合でアリゾナ・コヨーテズに5-2で快勝し、NHLのエクスパンションチームとして初めて開幕3連勝を記録した。その後、2018年3月31日のホーム最終戦において、58番をチーム初の永久欠番に認定した。パシフィックディビジョンで優勝し、プレーオフでは決勝に進出。カンファレンスファイナルではジェッツに4勝1敗で創設1年目でキャンベル・ボウルを獲得し、スタンレーカップファイナル進出を果たしたが、ワシントン・キャピタルズに1勝4敗で敗れ、創立1年目での快挙はならなかった。
2021-22シーズンで、チーム創設以来続いていたプレーオフ進出は途切れたが、2022-23シーズンでチーム史上3度目の地区優勝を果たし、プレーオフでは5年ぶりにスタンレーカップファイナルに進出。互いに初優勝を狙っていたフロリダ・パンサーズを4勝1敗で退け、1967年以降に創設されたエクスパンションチームでは最速となる6シーズン目でのスタンレーカップ優勝を果たした。

## シーズンごとの成績
GP = 試合数, W = 勝, L = 負, T = 引分, OTL = OT敗, Pts = 勝点, GF = 得点, GA = 失点
| Season  | GP | W  | L  | OTL | Pts | GF  | GA  | 地区順位            | プレーオフ成績                            |
| 2018–19 | 82 | 43 | 32 | 7   | 93  | 249 | 230 | パシフィック3位     | Lost in First Round, 3–4 (SJS)            |
| 2019–20 | 71 | 39 | 24 | 8   | 86  | 227 | 211 | パシフィック1位     | Lost in Conference Finals, 1–4 (DAL)      |
| 2020–21 | 56 | 40 | 14 | 2   | 82  | 191 | 124 | ホンダ・ウェスト2位 | Lost in Stanley Cup Semifinals, 2–4 (MTL) |
| 2021–22 | 82 | 43 | 31 | 8   | 94  | 266 | 248 | パシフィック4位     | 不進出                                    |
| 2022–23 | 82 | 51 | 22 | 9   | 111 | 272 | 229 | パシフィック1位     | スタンレーカップ優勝, 4–1 (FLA)           |
| 2023–24 | 82 | 45 | 29 | 8   | 98  | 267 | 245 | パシフィック4位     | Lost in first round, 3–4 (Stars)          |